# Jüdischer Friedhof (Heinsberg, alter Friedhof)
Der alte Jüdische Friedhof Heinsberg befand sich in Heinsberg im Kreis Heinsberg (Nordrhein-Westfalen).
Auf dem jüdischen Friedhof, der vom 17. Jahrhundert bis 1800 belegt wurde, sind keine Grabsteine (Mazewot) mehr vorhanden. Der Begräbnisplatz lag im Dreieck Erzbischof-Phillipp-Straße/Linderner Straße/Judengasse. 